# Paramount International Networks
Paramount International Networks (скр. PIN) – международное подразделение работающее за пределами США, и которое полностью принадлежит Paramount Global. Главный офис, который отвечает за вещание, лицензирование, запуск новых телеканалов и стриминговых сервисов на территориях Европы и Азии располагается в Лондоне. Компанию входят такие бренды: Paramount Network, Comedy Central, MTV, Nickelodeon, BET и Colors TV, а также каналы CBS, которые находятся в совместном владении с AMC Networks International. PIN владеет 30% акций анимационной студии Rainbow SpA в Италии, а также 49% акций Viacom18, остальные 51% акции принадлежат индийскому партнеру TV18.

## VIMN в России
В начале 2011 года Viacom international Media Networks (VIMN) открыла представительство в Москве, ответственное за рынки России и стран СНГ, Украины и Прибалтики. На сегодняшний день телеканалы VIMN входят в пакеты ведущих кабельных и спутниковых операторов.
Портфолио компании состоит из двенадцати музыкальных, молодежных, семейных и развлекательных каналов, включая Nickelodeon, Paramount Comedy, Paramount Channel, MTV и другие. На музыкальных и молодежных каналах транслируется локальная и международная музыка, а также известные зарубежные шоу, такие как «Тачку на прокачку», «Голливудские холмы» (The Hills), «Захотели — похудели» (I Used to Be Fat), «Неуклюжая» и «Одиночество в сети» (Catfish).
1 октября 2013 года в России начал вещание обновленный телеканал MTV Россия, который теперь находится под полным редакционным и операционным контролем Viacom. В 2013 году в России запущен ряд проектов с крупнейшими операторами мобильной связи — Ростелеком и Мегафон . В феврале 2014 года «Ростелеком» и Viacom International Media Networks Viacom подписали соглашение о запуске в России популярного круглосуточного телеканала Paramount Channel в цифровом и HD-форматах.
Компания Viacom активно занимается развитием направления потребительской продукции, взаимодействуя с крупнейшими производителями России.
Подразделение по потребительской продукции Nickelodeon и Viacom (Nickelodeon Viacom Consumer Products) управляет мировым бизнесом по лицензированию таких брендов, как Nickelodeon, MTV и Comedy Central. Сегодня на российском рынке доступно большое количество потребительских товаров VIMN, включая недавно запущенных «Черепашки-ниндзя», «Даша – путешественница» и «Губка Боб Квадратные Штаны», а также шоу для старшей аудитории «Южный парк».
Популярные шоу, входящие в портфолио Viacom International Media Networks, доступны аудитории по всей России на эфирных каналах «Ю», ТНТ и 2x2. Это новые или многолетние партнеры компании.
Аудитория брендов Viacom по всему миру составляет более 700 млн. домохозяйств в 170 странах на 37 языках, которые они охватывают с помощью более 200 телевизионных каналов с локализованной программной политикой и управлением и более 550 цифровых медийных проектов.

## Портфолио
Портфолио VIMN в России состоит из 12 музыкальных, молодежных, семейных и развлекательных каналов:
- Nickelodeon
- Nick Jr.
- Nick HD
- NickToons
- Paramount Comedy
- Paramount Channel
- MTV
- MTV Live HD
- MTV 90e
- MTV 00e
- MTV 80e

### Будущие каналы
- Kids Channel International (13 февраля 2019)[13]

## Награды
- Paramount Comedy и Nickelodeon стали победителями Второго Конкурса МедиаБренд в пяти номинациях в 2014 г.[14]
- Paramount Comedy получил приз зрительских симпатий по итогам премии «Большая Цифра» в 2014 г.[15]
- Nickelodeon трижды был признан лучшим детским зарубежным каналом в России по итогам премии «Большая Цифра» в 2011, 2013 и в 2014 гг.[16]